# Flughafen Ross International

i7
```
   
i7.2
```

i11
i13
Der Flughafen Ross International (auch Coutts/Ross International; FAA-Code: 7S8, TC-Code: CEP4) befindet sich 0,2 km westlich der Gemeinde Sweet Grass (Montana), bzw. 0,9 km westlich von Coutts (Alberta), Kanada.
Der Flughafen gehört dem Bundesstaat Montana und wird durch die Montana Aeronautics Division betrieben. Die Landebahn befindet sich exakt auf der kanadisch-amerikanischen Grenze.

## Infrastruktur und Flugzeuge
Der Flughafen hat eine Fläche von 8,1 Hektaren und befindet sich auf einer Höhe von 1083 Meter über dem Meeresspiegel. Die Landebahn aus Gras trägt die Bezeichnung 7/25 und ist 884 Meter lang sowie 24 Meter breit.

## Service
Von kanadischer Seite ist der Platz als Airport of Entry („AoE/15“ für die Allgemeine Luftfahrt mit bis zu 15 Reisende) klassifiziert und es sind dort Beamte der Canada Border Services Agency (CBSA) stationiert, womit hier eine Einreise aus dem Ausland nach Kanada möglich ist.